# Paragraph 218 – Wir haben abgetrieben, Herr Staatsanwalt
Paragraph 218 – Wir haben abgetrieben, Herr Staatsanwalt ist ein deutscher Spielfilm aus dem Jahre 1971. Er thematisiert die Abtreibungspraxis in der westdeutschen Gesellschaft und sorgte für einen Skandal im Zusammenhang mit der Reformdebatte um die Strafbarkeit des Schwangerschaftsabbruchs.

## Handlung
In neun Episoden des Films wird anhand der darin dargestellten Geschichten der weiblichen Protagonistinnen die Diskussion um den Abtreibungs-Paragraph 218 Strafgesetzbuch (StGB) aufgegriffen und dieser im Kontext der sexuellen Revolution in Frage gestellt.
Den Rahmen bildet ein Strafprozess gegen ein verzweifeltes Mädchen, das einer Engelmacherin in die Hände gefallen ist. Die Rückblende zeigt Fräulein Breuers Geschichte. Nachdem sie einen Job in einer Münchner Wäscherei gefunden hat, wird sie von Klaus zweimal vor Betrunkenen gerettet. Als sie schließlich von ihm ein Kind erwartet, sucht sie eine Kurpfuscherin auf, die auf dem Küchentisch die Abtreibung durchführt. Als das Mädchen zu Hause zusammenbricht, holt ihre Wirtin einen Arzt.
Der Staatsanwalt ist unnachsichtig, doch ein Experte klärt anhand von Beispielen die Zuschauer auf. 
Die dreizehnjährige Gabi wird von zwei Jungen vergewaltigt. Da ihr der Arzt mitteilt, der § 218 untersage ihm einen Schwangerschaftsabbruch, macht sie sich auf den Weg nach Schweden, das bereits damals die kriminologische Indikation zuließ. 
Ulla wird von ihrem Chef geschwängert. Er schickt sie daraufhin zur Abtreibung in eine Londoner Klinik. 
Ein Aushilfsmediziner nutzt die Notlage eines Mädchens aus und vergeht sich an ihm. 
Ein anderes Mädchen dagegen prellt die Mitglieder eines Kegelclubs, indem es vorgibt, von ihnen schwanger zu sein, aber nicht zu wissen, von wem. Hinter der Fassade einer Express Reinigung verbirgt sich in einem Lieferwagen eine mobile Abtreibungsklinik, in der eine ruchlose Krankenschwester arbeitet. 
Der Tochter des Bürgermeisters wird die Pille verweigert. Den folgenden Schwangerschaftsabbruch überlebt sie gerade noch. 
Zurück im Gerichtssaal muss der Richter erfahren, dass auch seine eigene Frau schon einmal abgetrieben hat.

## Hintergrund
Nach der damaligen Fassung des § 218 StGB wurde „eine Frau, die ihre Leibesfrucht abtötet oder die Abtötung durch einen anderen zuläßt“, mit Freiheitsstrafe von bis zu fünf Jahren bestraft.
Der Paragraph geriet immer mehr in die Kritik, zumal nicht wenige Frauen einen Schwangerschaftsabbruch zugaben. Wir haben abgetrieben! war ursprünglich die Titelschlagzeile der Zeitschrift Stern vom 6. Juni 1971 und wurde auf dem Höhepunkt der Sexwelle in der Art eines Report-Films aufgegriffen. Regisseur Eberhard Schröder hatte im Juni 1971 auch den Hausfrauen-Report verfilmt und für Paragraph 218 – Wir haben abgetrieben, Herr Staatsanwalt mit Doris Arden oder Josef Moosholzer teils dieselben Schauspieler eingesetzt.
Die Premiere fand am 2. September 1971 in Berlin statt.

## Kritiken
Das Lexikon des internationalen Films sah in dem Streifen einen „Aufklärungsfilm‘, der sich die Diskussion um eine Reform des Abtreibungsparagraphen 218 zunutze machte. In neun Episoden soll deutlich werden, ‚wie es dazu kommt und warum eine Frau diesen letzten Schritt wagt‘, aber in Wirklichkeit spekuliert der Film eher auf den Voyeurismus verklemmter Zuschauer. Die eingefügten ‚fachlichen Gutachten‘ dienen dazu, dem Ganzen einen ‚seriösen‘ Charakter zu geben.“
Die Frankfurter Rundschau bewertete in einem Kommentar vom 25. August 1971 den Film als eine „moralisch bemühte Ansammlung altgewordener Spiel- und Dokumentarszenen, die weit hinter dem Stand der Diskussion zurückfallen“.